# 국립국부기념관

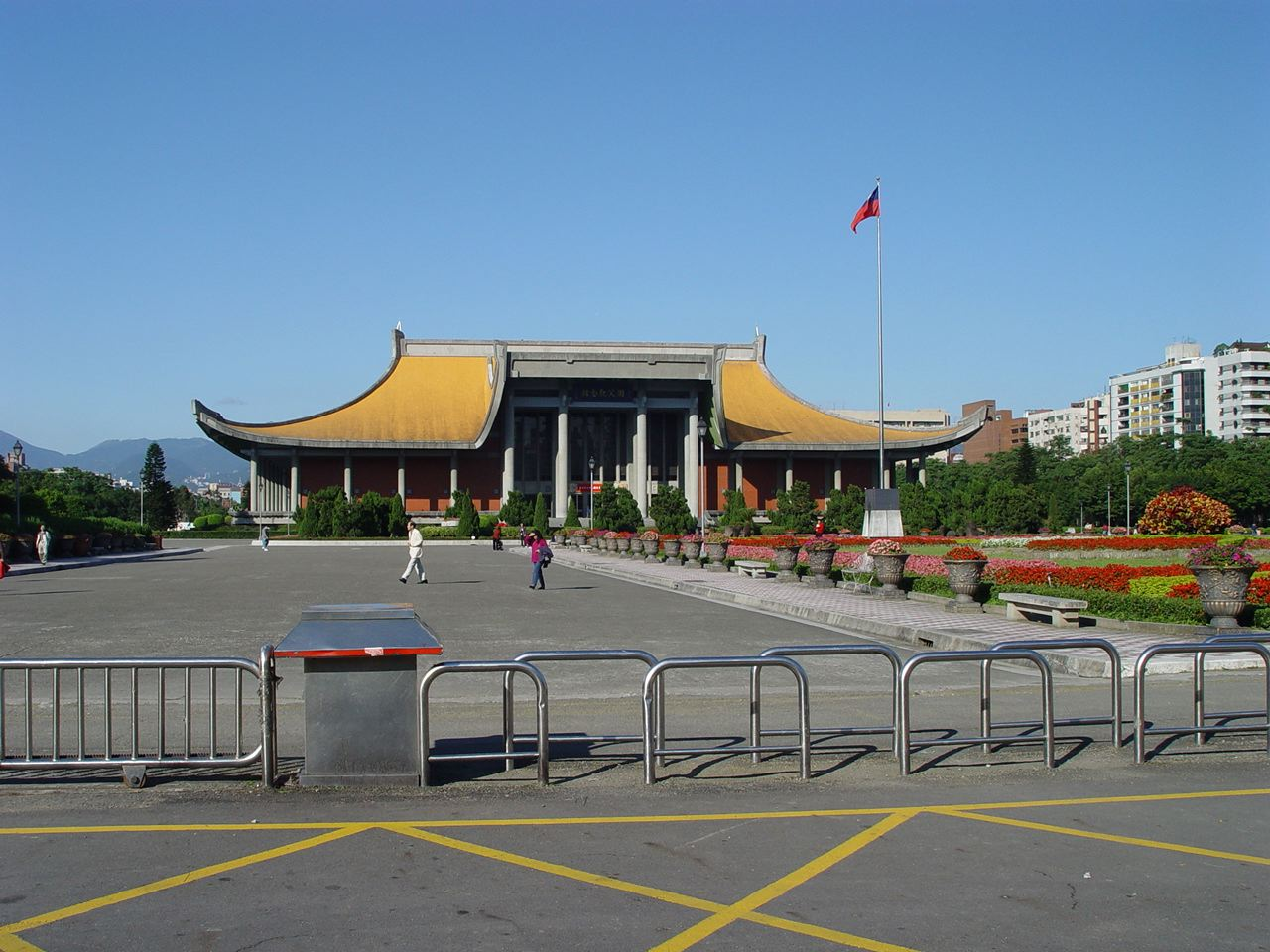
국립국부기념관 정문

국립국부기념관(國立國父紀念館)은 중화민국 타이베이시에 있는 건축물로, 쑨원에 관한 정보가 많다. 관내에는 쑨원에 관련된 전시실 외에도 약 2,600명을 수용하는 홀과 도서관 등도 있다.

## 같이 보기
- 중산릉
- 손문기념관
- 손중산남양기념관
- 중산기념공원